# Казанка (Асінівський район)
Каза́нка (рос. Казанка) — село у складі Асінівського району Томської області, Росія. Входить до складу Новокусковського сільського поселення.

## Населення
Населення — 360 осіб (2010; 410 у 2002).
Національний склад (станом на 2002 рік):
- росіяни — 92 %